# Лажис (аэропорт)
Лажис (порт. Aeroporto das Lajes) ( IATA : TER , ICAO : LPLA ) — международный аэропорт в округе Вила-дас-Лажес на острове Терсейра, Азорские Острова. Он является одним из важнейших аэропортов Азорских остров. Также он делит свою взлётно-посадочную полосу с военной авиабазой Лажис. Пропускная способность аэропорта составляет 750 000 пассажиров в год.

## История
Лажис был открыт 4 августа 1930 года и изначально он был военным, однако уже с 1945 года его использовали для гражданской авиации, однако на протяжении долгого времени рейсы совершались только между островами и в основном их осуществляла компания SATA. С апреля 1971 года аэропорт стал принимать промежуточные посадки рейсов TAP Лиссабон — Бостон. 16 января 1976 года был открыт новый терминал, который был расширен в 1986 году.

## Конструкция
Аэропорт находится на высоте 55 м от уровня моря. ВПП представляет собой асфальтовую полосу 3312 м в длину и 60 м в ширину, имеющую обозначение 15-33.

## Маршруты
| Компания        | Рейсы                                                                                               |
| --------------- | --------------------------------------------------------------------------------------------------- |
| SATA            | Корву, Флориш, Орта, Пику, Грасиоза, Понта Делгада, Сан-Хорне                                       |
| Azores Airlines | Бостон, Лиссабон, Порту, Торонто-Пирсон, Монреаль-Трюдо, Международный аэропорт имени Джона Кеннеди |
| Ryanair         | Лиссабон, Порту                                                                                     |
| TAB             | Лиссабон                                                                                            |
| TUI             | Амстердам                                                                                           |
| Edelweiss Air   | Цюрих                                                                                               |